# Contigo (álbum de Valeria Gastaldi)
Contigo, es el segundo disco como solista de Valeria Gastaldi exmiembro del grupo Bandana; El disco fue realizado entre octubre de 2010 y marzo de 2011.
Fue lanzado en junio de 2011 en Argentina. Contiene once temas, todos de la autoría de Valeria. El primer sencillo del disco fue Espejos lanzado en mayo de 2011. Fue producido por Juan Blas Caballero.

## Temas
1. Espejos
2. Contigo
3. Donde se va el amor
4. Donde estás
5. Sola
6. Tú
7. Mi Horno
8. Estampida de elefantes
9. Lo que siento
10. Que nos pasa
11. Final Feliz

## Sencillos
- Mayo de 2011 Espejos